# Жалгызтам
Жалгызтам (каз. Жалғызтам) — средневековое укрепление (XV—XVIII вв.), расположенное в 7 км к юго-западу от городища Сауран (в настоящее время территория подчинена городу Туркестан).
Городище имеет форму четырёхугольного гребня высотой около 1 м. Протяжённость с севера на юг — 38 м, с запада на восток — 45 м. Северная часть городища представляет собой хозяйственный двор. Внешняя сторона укреплений — дувал толщиной 180 см. Внутренние стороны домов пристраивались к дувалу вплотную. 
На территории городища найдена посуда: различные сосуды, эмалированное блюдо, чаша, пиала, большой кувшин для хранения зерна. Также найдены кости домашних животных.